# Шутур-Наххунте III
Шутур-Наххунте III (д/н — бл. 643 до н.е. або 640 до н. е.) — цар Еламу близько 646—643/640 років до н. е. З врахуванням Шутур-Наххунте II як Шутрук-Наххунте III, в такому випадку рахується як Шутур-Наххунте II.

## Життєпис
Походив з династії Хумбан-тахрідів. Син царя Ідатту III. Посів трон близько 646 року до н. е. Наприкінці наступного року почав боротьбу за владу, поваливши напочатку 644 року дон. е. царя Хумбан-Халташа III, що втік на північ.
Замирився з Ассирією на 4 роки. Розпочав роботи з відновлення «царських міст» та країни загалом. Проте Елам знаходився у вкрай скрутному становищі. Близько 643 або 640 року до н. е. відбулося нове ассирійське вторгнення до Еламу. Шутур-Наххунте III зазнав поразки і загинув. 
Проте боротьбу продовжив його син Хумбан-Кітін, проти якого виступив Хумбан-тахрах II. Цим скористалися перси на чолі із Теіспом, що захопили Аншан та весь східний Елам, що тепер став зватися Персидою.